# Ferrari 275 GTS
Der Ferrari 275 GTS ist ein offener Straßensportwagen des italienischen Automobilherstellers Ferrari, der von 1964 bis 1966 verkauft wurde. Er ist Mitglied der Ferrari-275-Familie, zu der auch das zeitgleich produzierte Coupé 275 GTB gehört. Der GTS war zu seiner Zeit das einzige Cabriolet im Ferrari-Programm.

## Einordnung
Ab 1953 bestand das Programm Ferraris im Bereich der Straßensportwagen in erster Linie aus der weit verzweigten Modellfamilie 250, deren Mitglieder von 3,0 Liter großen Zwölfzylindermotoren angetrieben wurden. 1963 begann Ferrari, die 250-Reihe durch die Baureihe 330 zu ersetzen, die neu konstruierte Zwölfzylindermotoren mit 4,0 Litern Hubraum hatte. Nach und nach erschienen die Modelle 330 America (1963), 330 GT 2+2 (1964) und 330 GTC (1966), die unterschiedliche Kundengruppen ansprachen. Diesen vergleichsweise schweren Autos stellte Ferrari 1964 die 275-Baureihe zur Seite, die leichter war und höhere Endgeschwindigkeiten erreichte. Sie hatte einen 3,3 Liter großen Zwölfzylindermotor. Der Hubraum eines einzelnen Zylinders betrug 275 cm³; von diesem Wert war die Modellbezeichnung der Baureihe abgeleitet. Die geschlossene Straßenversion 275 GTB sollte die Lücke zwischen den langsameren 330-Modellen und dem exklusiven 500 Superfast füllen, der ab 1964 in sehr geringen Stückzahlen hergestellt wurde. Zugleich war der 275 GTB eine Reaktion auf den ein Jahr zuvor vorgestellten Lamborghini 350 GT, der ein ähnliches Leistungsbild zeigte.
All dies waren geschlossene Sportwagen. Seitdem Ferrari Ende 1962 die Produktion des 250 GT Cabrio und des 250 GT Spyder California eingestellt hatte, gab es kein Cabriolet mehr im Modellprogramm. Um diese Lücke zu schließen, stellte Ferrari im Herbst 1964 einen offenen Sportwagen auf der Basis des 275-Baureihe vor. Das 275 GTS genannte Cabriolet hatte die Antriebstechnik und das Fahrgestell des geschlossenen 275 GTB, aber eine völlig eigenständige Karosserie. Der 275 GTS blieb nur zwei Jahre im Programm. Während die geschlossene Version im Herbst 1966 durch den weiterentwickelten 275 GTB/4 ersetzt wurde, stellte Ferrari die Produktion des 275 GTS zu dieser Zeit ein. An seine Stelle trat der Ferrari 330 GTS, eine offene Version des 330 GTC mit dem 4,0 Liter großen Zwölfzylindermotor. Parallel dazu fertigte die Carrozzeria Scaglietti im Auftrag des US-amerikanischen Ferrari-Importeurs Luigi Chinetti 1967 und 1968 insgesamt zehnmal eine Cabrioletversion des serienmäßigen 275 GTB/4, die als 275 GTB/4 NART Spyder bekannt wurde. Sie gehörte nicht zu Ferraris Werksprogramm und wird von Ferrari auch nicht als offizielles Modell anerkannt, ist heute aber einer der teuersten Klassiker mit Ferrari-Technik.

## Beschreibung

### Chassis und Fahrwerk
Das Chassis des 275 GTS trägt die werksinterne Bezeichnung Tipo 563. Es entspricht dem des geschlossenen 275 GTB und besteht aus einem Leiterrahmen, der aus ovalen und rechteckigen Rohren zusammengeschweißt ist. Ein Novum war die Einzelradaufhängung an allen vier Rädern, die vorn und hinten aus doppelten Dreiecksquerlenkern, Schraubenfedern und hydraulischen Teleskopstoßdämpfern besteht; zusätzlich werden Stabilisatoren verwendet. Auch die Hinterachse mit dem daran befestigten Getriebe (Transaxle-Bauweise) war eine Neukonstruktion. Die Kupplung sitzt wie bei den älteren Ferraris am Schwungrad. Die Kardanwelle ist an einem schlanken, jedoch stabilen Träger mit zentralem Festlager montiert.

### Motor
Der Ferrari 275 GTS wird ebenso wie der GTB von einem 3,3 Liter großen Zwölfzylinder-V-Motor angetrieben (3286 cm³; Bohrung × Hub: 77 × 58,8 mm), der die Werksbezeichnung Tipo 213 trägt. Dieser Motor ist die letzte Ausbaustufe einer auf Gioacchino Colombo zurückgehenden Konstruktion, die 1947 mit einem Hubraum von 1,5 Litern begann und in der Familie 250 bereits auf 3,0 Litern Gesamtvolumen gewachsen war. Durch ihn unterscheidet sich der 275 GTB von den parallel angebotenen Sportwagen der Familie 330, deren 4,0 Liter großer Zwölfzylindermotor (Tipo 209) einen neu konstruierten Block aufweist.
Im Ferrari 275 GTB wird die Basisversion des 3,3 Liter großen Zwölfzylinders eingesetzt. Der Motor hat hier eine Nasssumpfschmierung. Pro Zylinder gibt es ein Ein- und ein Auslassventil. Jede Zylinderreihe hat eine obenliegende Nockenwelle, die über eine Kette angetrieben wird. Die Motorleistung wurde allerdings im Vergleich zum 275 GTB um 20 PS (15 kW) auf 260 PS (191 kW) abgesenkt. Zudem änderte Ferrari die Getriebeübersetzung, woraus eine geringere Höchstgeschwindigkeit (235 km/h) resultiert. Die weiterentwickelte Version dieses Motors mit vier obenliegenden Nockenwellen (Tipo 226) erschien ab 1966 zwar im geschlossenen 275 GTB/4, in den offenen 275 GTS wurde sie allerdings nicht eingebaut.

### Karosserie

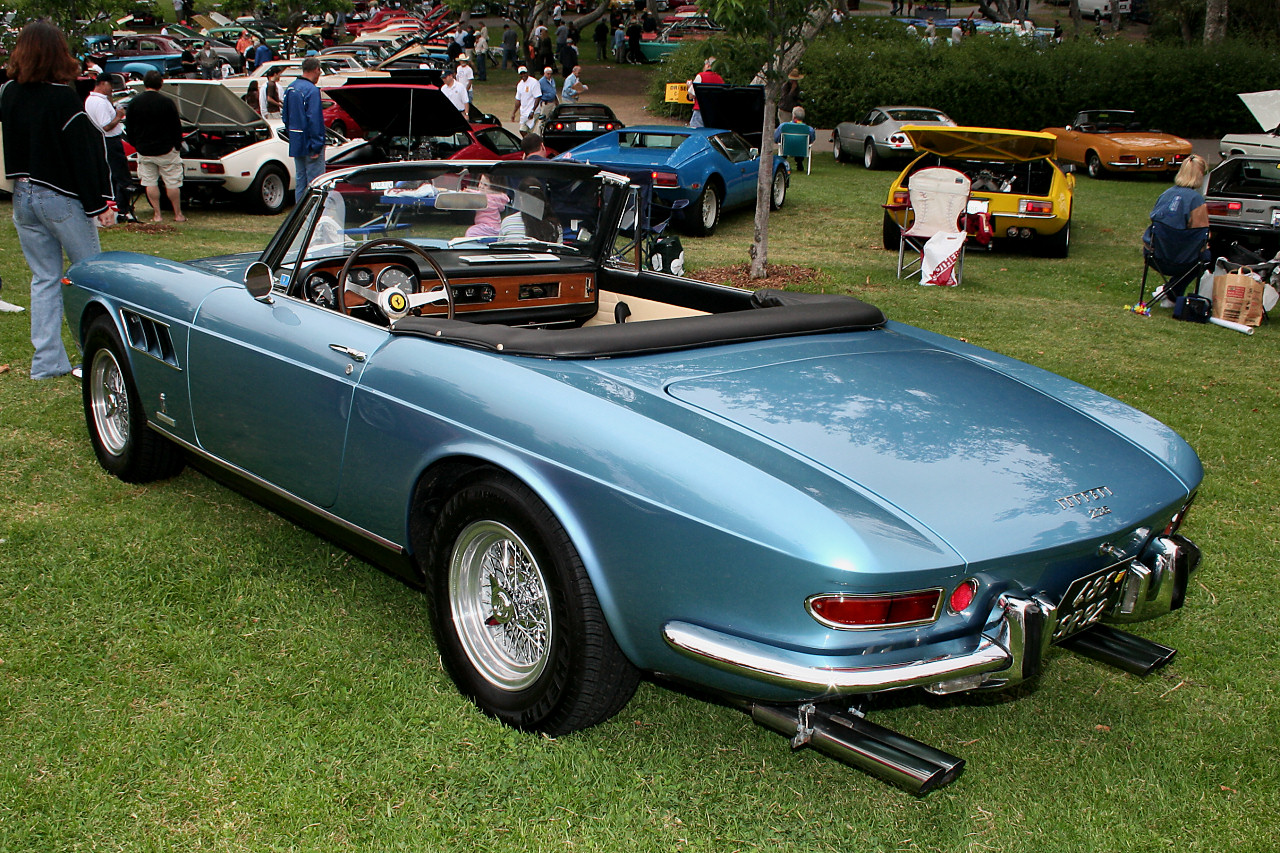
Ferrari 275 GTS

Der Aufbau des 275 GTS ist stilistisch eigenständig; er hat keine Ähnlichkeiten mit dem geschlossenen 275 GTB. Im Vergleich zu der GTB-Karosserie wird der GTS-Aufbau als „wesentlich zurückhaltender“ bzw. „kompakt und harmonisch“ beschrieben. Die Linienführung griff Elemente des 250 GT Cabrio auf. Wie dieser hat der Vorderwagen kein geschwungenes Profil. Die Gürtellinie verläuft vielmehr von den Scheinwerfern bis zu den Türen nahezu waagerecht. Die Rundscheinwerfer sind nicht von einer Plexiglaskuppel überdeckt. Während die vordere Stoßstange beim 275 GTB zweiteilig ist und durch die Kühleröffnung unterbrochen wird, reicht sie beim 275 GTS über die ganze Wagenbreite. Die Windschutzscheibe steht steiler als beim 275 GTB. In den vorderen Kotflügeln finden sich seitliche Luftauslässe, deren Detailgestaltung mehrfach geändert wurde. Die ersten Modelle haben elf, spätere drei Verstrebungen in den Öffnungen. Die Heckpartie greift Gestaltungsmerkmale des Pininfarina Rondine (1963) auf.
Sechs Exemplare des 275 GTS waren als Dreisitzer konzipiert. Sie hatten neben einem regulären Fahrersitz einen breiten Beifahrersitz, der für zwei Passagiere ausgelegt war. Alle anderen Fahrzeuge waren reine Zweisitzer.

### Produktion
Anders als der 275 GTB, wurde der GTS nicht bei Scaglietti, sondern bei Pininfarina aufgebaut. Er blieb bis 1966 im Programm. In dieser Zeit entstanden 200 Fahrzeuge, 186 davon mit Links- und 14 mit Rechtslenkung. Die Baureihe verteilt sich auf die Fahrgestellnummern 06001 bis 08653. Seine Nachfolge trat ab 1966 der Ferrari 330 GTS an, dessen Karosserie mit Ausnahme der Frontpartie der des 275 GTS ähnelt.

## Technische Daten

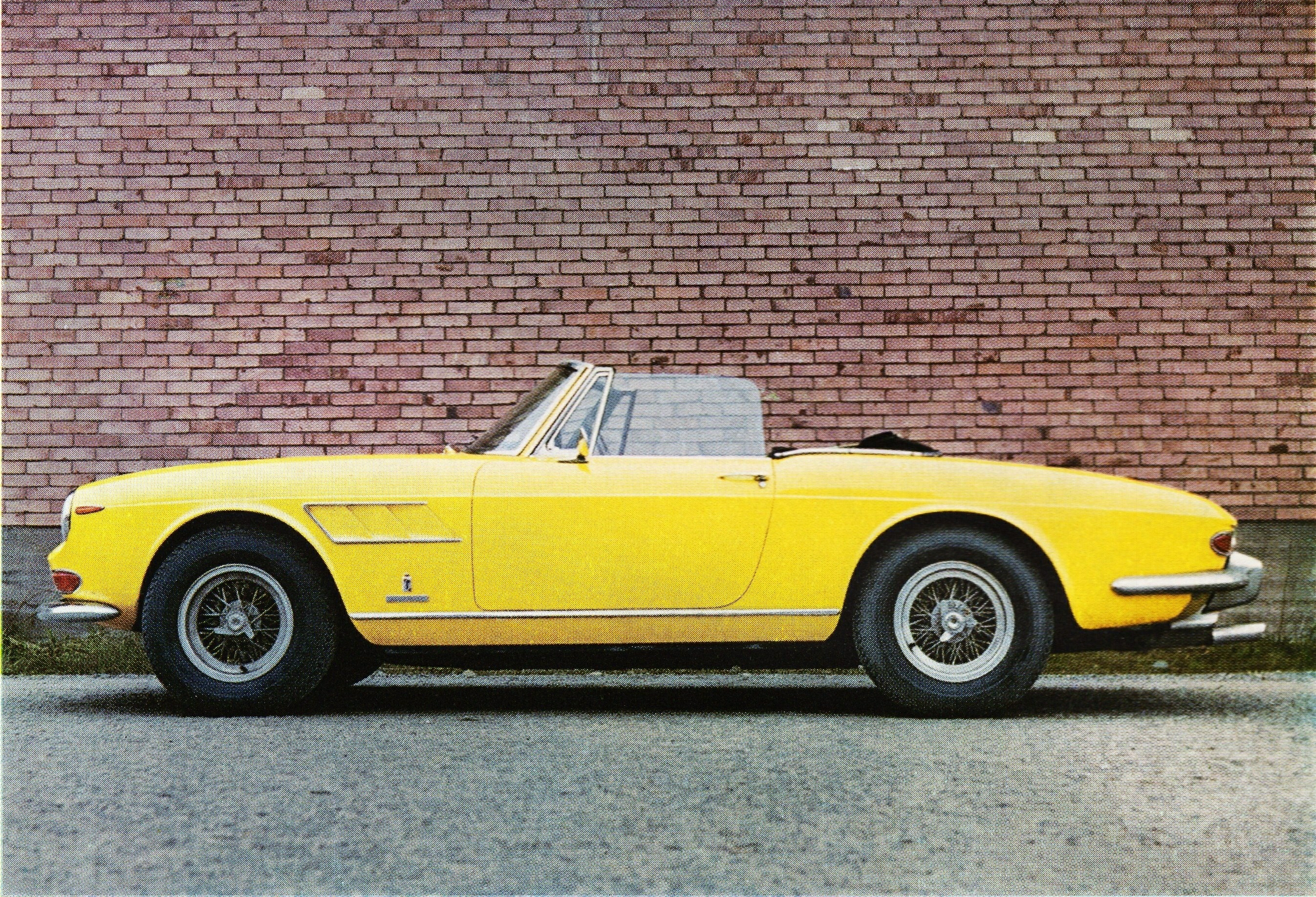
Ferrari 275 GTS

| Motor                           | 12-Zylinder-V-Motor (Viertakt), Gabelwinkel 60°, vorne längs |
| Motortyp                        | Tipo 213                                                     |
| Hubraum                         | 3286 cm³                                                     |
| Bohrung × Hub                   | 77 × 58,8 mm                                                 |
| Leistung bei 1/min              | 191 kW (260 PS) bei 7600                                     |
| Max. Drehmoment bei 1/min:      | 294 Nm bei 5000                                              |
| Verdichtung                     | 9,2:1                                                        |
| Gemischaufbereitung             | 3 Fallstrom-Doppelvergaser Weber 40DCZ6                      |
| Ventilsteuerung                 | OHC                                                          |
| Kühlung                         | Wasserkühlung                                                |
| Getriebe                        | 5-Gang-Getriebe, an Hinterachse Hinterradantrieb             |
| Radaufhängung vorn              | Dreiecklenker, Schraubenfedern                               |
| Radaufhängung hinten            | Dreiecklenker, Schraubenfedern                               |
| Bremsen:                        | Scheibenbremsen rundum, Servo                                |
| Lenkung                         | Schnecke und Rolle                                           |
| Karosserie                      | Stahlblech auf Ovalrohrrahmenchassis                         |
| Spurweite vorn/hinten           | 1377/1393 mm                                                 |
| Radstand                        | 2400 mm                                                      |
| Abmessungen                     | 4350 × 1675 × 1250 mm                                        |
| Leergewicht                     | 1150 kg                                                      |
| Höchstgeschwindigkeit:          | 235 km/h                                                     |
| 0–100 km/h                      | nicht angegeben                                              |
| Verbrauch (Liter/100 Kilometer) | ca. 19                                                       |
| Preis                           | DM 49.800 (1966)                                             |
| Stückzahl                       | 200                                                          |